# La regina del male
La regina del male (Seizure) è un film del 1974 diretto da Oliver Stone.

## Trama
Edmund Blackstone è un romanziere horror che ha un incubo ricorrente con i tre personaggi del suo libro i quali terrorizzano lui, la sua famiglia e i suoi amici durante un fine settimana all' insegna del divertimento. Poi il sogno diventa realtà e non finisce mai.